# Wasilla
Wasilla és una població dels Estats Units a l'estat d'Alaska. Segons el cens del 2008 tenia 10.256 habitants.

## Demografia
Segons el cens del 2000, Wasilla tenia 5.470 habitants, 1.980 habitatges, i 1.360 famílies La densitat de població era de 180 habitants/km².
Dels 1.980 habitatges en un 44% hi vivien nens de menys de 18 anys, en un 50% hi vivien parelles casades, en un 14% dones solteres, i en un 31% no eren unitats familiars. En el 24% dels habitatges hi vivien persones soles el 7% de les quals corresponia a persones de 65 anys o més que vivien soles. El nombre mitjà de persones vivint en cada habitatge era de 2,8 i el nombre mitjà de persones que vivien en cada família era de 3,3.
Per edats la població es repartia de la següent manera: un 34% tenia menys de 18 anys, un 10% entre 18 i 24, un 31% entre 25 i 44, un 19% de 45 a 60 i un 7% 65 anys o més.
L'edat mediana era de 30 anys. Per cada 100 dones de 18 o més anys hi havia 95 homes.
La renda mediana per habitatge era de 48.200 $ i la renda mediana per família de 53.800 $. Els homes tenien una renda mediana de 41.300 $ mentre que les dones 29.100 $. La renda per capita de la població era de 21.100 $. Aproximadament el 67% de les famílies i el 10% de la població estaven per davall del llindar de pobresa.

## Poblacions més properes
El següent diagrama mostra les poblacions més properes.